# Williams FW30
Williams FW30 je vůz formule 1 stáje AT&T Williams, který se účastnil mistrovství světa v roce 2008.

## Parametry
- Model: Williams FW30
- Rok výroby: 2008
- Země původu: Velká Británie
- Konstruktér: Sam Michael
- Debut v F1: Grand Prix Austrálie 2008

Williams FW30 je evolucí předchozího vozu. Sam Michael se spíše než o radikální změny rozhodl jít cestou nového rozložení váhy, aby zvýšil efektivitu pneumatik Bridgestone. Nový monopost, poháněný motory Toyota, byl představen na okruhu ve Valencii spolu se závodními jezci Nicem Rosbergem a Kazuki Nakadžimou.
Nový aerodynamikcký tvar je změněn tak aby vyhovoval současným pravidlům. Změny se dotkly okolí pilotovi hlavy, které je teď o deset centimetru vyšší a jisté změny tvaru si vyžádala i netradičně trojúhelníkově tvarovaná standardizovaná elektronická jednotka. Tón celému monopostu udává i jasně patrná změna předního přítlačného křídla, které je též evolucí loňského modelu, jež používá přemostění podobné tomu, které se prvně objevilo na voze McLaren MP4-22.
Jasně patrných změn se též dočkalo nové žebrování, které maximalizuje chlazení a štíhlejší výfukové komínky. I samotný nos prošel několika změnami, zejména úhel jeho překlenu je vyšší, díky čemuž vypadá FW30 mnohem agresivněji než jeho předchůdce. Monopost se též dočkal oku lahodícího zbarvení, kde došlo ke spojení dvou kontrastních barev. Tmavé námořnické modří, která přechází až téměř do černé a bílého obrysování.

## Výsledky v sezoně 2008
| Legenda k tabulce | Legenda k tabulce                                                                       |
| Barva             | Výsledek                                                                                |
| ----------------- | --------------------------------------------------------------------------------------- |
| Zlatá             | Vítěz                                                                                   |
| Stříbrná          | 2. místo                                                                                |
| Bronzová          | 3. místo                                                                                |
| Zelená            | Bodované umístění                                                                       |
| Modrá             | Nebodované umístění                                                                     |
| Modrá             | Dokončil neklasifikován (NC)                                                            |
| Fialová           | Odstoupil (Ret)                                                                         |
| Červená           | Nekvalifikoval se (DNQ)                                                                 |
| Červená           | Nepředkvalifikoval se (DNPQ)                                                            |
| Černá             | Diskvalifikován (DSQ)                                                                   |
| Bílá              | Nestartoval (DNS)                                                                       |
| Bílá              | Závod zrušen (C)                                                                        |
| Světle modrá      | Pouze trénoval (PO)                                                                     |
| Světle modrá      | Páteční testovací jezdec (TD)                                                           |
| Bez barvy         | Netrénoval (DNP)                                                                        |
| Bez barvy         | Vyřazen (EX)                                                                            |
| Bez barvy         | Nepřijel (DNA)                                                                          |
| Bez barvy         | Odvolal účast (WD)                                                                      |
| Bez barvy         | Nezúčastnil se (prázdné)                                                                |
| Označení          | Význam                                                                                  |
| Tučnost           | Pole position                                                                           |
| Kurzíva           | Nejrychlejší kolo                                                                       |
| †                 | Jezdec nedojel do cíle, ale byl klasifikován, protože odjel více než 90 % délky závodu. |
| ‡                 | Byl udělován poloviční počet bodů, protože bylo odjeto méně než 75 % délky závodu.      |
| Horní index       | Umístění bodujících jezdců ve sprintu                                                   |

| Rok  | Šasi          | Motor                | Pneu | Jezdci    | 1   | 2   | 3   | 4   | 5   | 6   | 7   | 8   | 9   | 10  | 11  | 12  | 13  | 14  | 15  | 16  | 17  | 18  | Body | Umístění |
| ---- | ------------- | -------------------- | ---- | --------- | --- | --- | --- | --- | --- | --- | --- | --- | --- | --- | --- | --- | --- | --- | --- | --- | --- | --- | ---- | -------- |
| 2008 | Williams FW30 | Toyota RVX-08 2.4 V8 | B    |           | AUS | MAL | BHR | ESP | TUR | MON | CAN | FRA | GBR | GER | HUN | EUR | BEL | ITA | SIN | JPN | CHN | BRA | 16   | 6th      |
| 2008 | Williams FW30 | Toyota RVX-08 2.4 V8 | B    | Rosberg   | 3   | 14  | 8   | Ret | 8   | Ret | 10  | 16  | 9   | 10  | 14  | 8   | 12  | 14  | 2   | 11  | 15  | 12  | 16   | 6th      |
| 2008 | Williams FW30 | Toyota RVX-08 2.4 V8 | B    | Nakadžima | 6   | 17  | 14  | 7   | Ret | 7   | Ret | 15  | 8   | 14  | 13  | 15  | 14  | 12  | 8   | 15  | 12  | 17  | 16   | 6th      |